# Glottalisation
La glottalisation est un trait d'articulation secondaire caractérisé par un mouvement de fermeture de la glotte (ou « coup de glotte »).
Le terme, relativement flou, peut décrire plusieurs réalités : 
- une consonne sourde constrictive glottalisée peut être éjective ;
- une consonne sonore constrictive peut être injective.

Toutes les consonnes glottalisées ne sont pas forcément éjectives ou injectives. Dans certains cas, la glottalisation ne donne qu'une consonne accompagnée d'un coup de glotte sans les caractéristiques laryngales des consonnes à flux glottal.
- Une voyelle ou une sonante peuvent être prononcées en voix craquée.

Un son glottalisé se note en alphabet phonétique international au moyen du symbole [ˀ] (issu de celui pour le coup de glotte, [ʔ]) placé avant ou après le son modifié, selon que la fermeture de la glotte précède ou suit l'émission du son. Quand le son obtenu est une éjective, on préfère l'apostrophe ([k’]) alors qu'il existe des caractères spécifiques à crosse pour les injectives ([ɓ]). Enfin, la voix craquée peut être notée par le tilde souscrit ([m̰]).